# 二文字理明
二文字 理明（にもんじ まさあき、1946年 - ）は日本の障害者福祉学者。大阪教育大学発達人間福祉学講座名誉教授。専門は発達人間学、障害者福祉、北欧学。

## 来歴
1968年、広島大学卒業。1973年、広島大学大学院教育学研究科教育学博士課程中退。教育学修士。著書、編訳書なども多く、翻訳した絵本(レイフ・クリスチャンソンのシリーズ「あなたへ」（全15巻）が、フジテレビの番組「忘文」でSMAPの稲垣吾郎によって朗読された。

## 著書（一部）

### 共著
- 行動で学ぶ保育—幼児教育カリキュラムの理論と実践(幼児教育叢書〈11〉(1979年、明治図書出版)
- 福祉国家の優生思想(2000年、明石書店)
- 教育法規重要用語300の基礎知識(2000年、明治図書出版)
- 講座・障害をもつ人の人権—第3巻(2000年、有斐閣)
- 福祉国家の優生思想—スウェーデン発強制不妊手術報道 (世界人権問題叢書)(2000年、明石書店)
- 西洋の教育の歴史と思想(2001年、ミネルヴァ書房)
- スウェーデンにみる個性重視社会—生活のセーフティネット(2002年、桜井書店)
- 障害者の雇用差別——日本から見たスウェーデンの実態)(2002年、Nプランニング)
- 障害者福祉概説 (社会福祉ライブラリー)(2003年、明石書店)
- 優生保護法が犯した罪)(2003年、現代書館)
- 優生学と障害者(2004年、明石書店)
- 福祉科教育学 (社会福祉ライブラリー)(2006年、明石書店)
- ソーシャル・インクルージョンへの挑戦—排斥のない社会を目指して(2007年、明石書店)

### 編訳著
- ロッタとあかちゃん—スウェーデン・幼児からの性教育)(1986年、香匠庵)
- スウェーデンの障害児教育改革—特別指導の歴史と現状)(1995年、現代書館)
- あなたがすき (あなたへ)(レイフ・クリスチャンソン／1995年、岩崎書店)
- ともだち (あなたへ)(レイフ・クリスチャンソン／1995年、岩崎書店)
- しあわせ (あなたへ) (レイフ・クリスチャンソン／1995年、岩崎書店)
- うれしい (あなたへ)(レイフ・クリスチャンソン／1996年、岩崎書店)
- ひとりぼっち (あなたへ)(レイフ・クリスチャンソン／1996年、岩崎書店)
- わたしのせいじゃない—せきにんについて (あなたへ)(レイフ・クリスチャンソン／1996年、岩崎書店)
- 福祉国家はどこへいくのか—日本・イギリス・スウェーデン (MINERVA福祉ライブラリー)(1997年、ミネルヴァ書房)
- たいせつなとき (あなたへ)(レイフ・クリスチャンソン／1998年、岩崎書店)
- スウェーデンの障害者政策 法律・報告書—21世紀への福祉改革の思想(1998年、現代書館)
- 北欧の知的障害者—思想・政策と日常生活(1999年、青木書店)
- インクルージョンの時代—北欧発「包括」教育理論の展望 (明石ライブラリー)(2004年、明石書店)